# Нестеренко Олександр Володимирович
Олександр Володимирович Нестеренко — український військовик, генерал-майор, командувач оперативного командування «Схід» (2019—2021).

## Життєпис
У жовтні 2007 року Нестеренко займав посаду начальника штабу 30-ї окремої механізованої бригади.
12 жовтня 2007 року на основі 2-го механізованого батальйону 30-ї механізованої бригади був сформований миротворчий підрозділ дев'ятої ротації українського контингенту миротворчої місії в Косово, Нестеренко був призначений командиром національної складової «УкрПолбату» нової ротації. Свої обов'язки на цій посаді Нестеренко виконував до кінця 9-ї ротації 16 квітня 2008 року.
27 листопада 2009 року Нестеренко отримав звання полковника, на момент підвищення він перебував на посаді командира 30-ї окремої механізованої бригади.
В серпні 2014 року Нестеренко був призначений першим заступником командира 8-го АК. Згодом 8-й АК був розформований, в 2017 році Нестеренко посів посаду заступника командувача з територіальної оборони ОК «Північ».
18 липня 2019 року Нестеренка призначено на посаду командувача ОК «Схід» Збройних сил України.
5 грудня 2019 року присвоєно звання генерал-майора.
З жовтня 2022 року Нестеренко став заступником командувача Сухопутних військ Збройних сил України.

## Нагороди
За значний особистий внесок у зміцнення обороноздатності Української держави, зразкове виконання військового обов'язку, високий професіоналізм та з нагоди Дня Збройних Сил України:
- орден Богдана Хмельницького III ступеня (6.12.2013)[11]
- Орден Архистратига Михаїла II ступеня (1 листопада 2022)[12]